# Roberto Fresnedoso
Roberto Luis Fresnedoso Prieto, plus connu sous le nom de Roberto (né le 15 janvier 1973 à Tolède en Castille-La Manche), est un joueur de football international espagnol qui évoluait au poste de milieu de terrain, avant de devenir entraîneur.

## Biographie

### Carrière de joueur

#### Carrière en sélection
Avec l'équipe d'Espagne, il joue 3 matchs (pour aucun but inscrit) en 1996. Il figure notamment dans le groupe des sélectionnés lors des JO de 1996. Lors du tournoi olympique, il joue contre l'Arabie saoudite, la France et l'Argentine.

## Palmarès
| Atlético Madrid - Championnat d'Espagne (1) : - Champion : 1995-96. - Coupe d'Espagne (1) : - Vainqueur : 1995-96. |  | Espagne espoirs - Euro espoirs : - Finaliste : 1996. |